# Cranioleuca
Cranioleuca  es un género de aves paseriformes perteneciente a la familia Furnariidae que agrupa a numerosas especies nativas de la América tropical (Neotrópico), cuyas áreas de distribución se encuentran desde Costa Rica en América Central, hacia el sur por América del Sur, hasta el centro de Argentina. A sus miembros se les conoce por el nombre común de curutiés.

## Etimología
El nombre genérico femenino «Cranioleuca» se compone de las palabras del griego «κρανιον kranion» que significa ‘cráneo’, ‘cabeza’, y «λευκος leukos» que significa ‘blanco’, en referencia a la corona blanca de la especie tipo: Cranioleuca albiceps.

## Características
Este género se compone de un grupo numeroso y bastante homogéneo de pequeños furnáridos, que miden entre 14 y 17 cm de longitud, de colores predominantes pardos, ocres y blancos. Son encontrados en una variedad de ambientes selváticos y boscosos, con una mayor diversidad a lo largo de la cordillera de los Andes. Difieren de los pijuices Synallaxis por su cola más corta y por ser más arborícolas, pareciendo como pequeños raspahojas. Tienden a ser más conspícuos que los Synallaxis, no se esconden en el sotobosque y con frecuencia acompañan a bandadas mixtas. Sin embargo, generalmente son menos vocales. La taxonomía del presente género se encuentra en evolución, con algunas especies siendo transferidas para otros géneros o de otros géneros para el presente, como se comenta a seguir.

## Lista de especies
Según las clasificaciones del Congreso Ornitológico Internacional (IOC) y Clements Checklist/eBird, el género agrupa a las siguientes especies con el respectivo nombre popular de acuerdo con la Sociedad Española de Ornitología (SEO) o a Aves del Mundo (HBW):
| Imagen | Nombre científico                | Autor                         | Nombre común           | Estado de conservación | Distribución |
| ------ | -------------------------------- | ----------------------------- | ---------------------- | ---------------------- | ------------ |
|        | Cranioleuca berlepschi           | (Hellmayr, 1905)              | Colasuave dorsirrufo   | NT                     |              |
|        | Cranioleuca marcapatae           | J.T. Zimmer, 1935             | curutié de Marcapata   | LC                     |              |
|        | Cranioleuca (marcapatae) weskei  | Remsen, 1984                  | curutié de Vicabamba   | LC                     |              |
|        | Cranioleuca albiceps             | (Orbigny & Lafresnaye), 1837  | curutié coronado       | LC                     |              |
|        | Cranioleuca vulpina              | (Pelzeln), 1856               | curutié vulpino        | LC                     |              |
|        | Cranioleuca dissita              | Wetmore, 1957                 | curutié de la Coiba    | LC                     |              |
|        | Cranioleuca vulpecula            | (P.L. Sclater & Salvin), 1866 | curutié de Parker      | LC                     |              |
|        | Cranioleuca subcristata          | (P.L. Sclater), 1874          | curutié copetón        | LC                     |              |
|        | Cranioleuca pyrrhophia           | (Vieillot), 1818              | curutié ventriblanco   | LC                     |              |
|        | Cranioleuca henricae             | Maijer & Fjeldså, 1997        | curutié boliviano      | VU                     |              |
|        | Cranioleuca obsoleta             | (Reichenbach, 1853)           | curutié oliváceo       | LC                     |              |
|        | Cranioleuca pallida              | (Wied-Neuwied), 1831          | curutié pálido         | LC                     |              |
|        | Cranioleuca semicinerea          | (Reichenbach), 1853           | curutié cabecigrís     | LC                     |              |
|        | Cranioleuca albicapilla          | (Cabanis), 1873               | curutié crestado       | LC                     |              |
|        | Cranioleuca erythrops            | (P.L. Sclater), 1860          | curutié carirrojo      | LC                     |              |
|        | Cranioleuca demissa              | (Salvin & Godman), 1884       | curutié de tepuí       | LC                     |              |
|        | Cranioleuca hellmayri            | (Bangs), 1907                 | curutié de Santa Marta | LC                     |              |
|        | Cranioleuca curtata              | (P.L. Sclater), 1870          | curutié cejigrís       | LC                     |              |
|        | Cranioleuca antisiensis          | (P.L. Sclater), 1859          | curutié cariestriado   | LC                     |              |
|        | Cranioleuca (antisiensis) baroni | (Salvin), 1895                | curutié de Baron       | LC                     |              |
|        | Cranioleuca muelleri             | (Hellmayr), 1911              | curutié escamoso       | LC                     |              |

## Taxonomía
La especie Limnoctites sulphuriferus estuvo hasta recientemente incluida en el presente género (como Cranioleuca sulphurifera, donde todavía la sitúan varias clasificaciones). Los amplios estudios filogenéticos de Derryberry et al. (2011), en el cual se dispuso de una muestra amplia de taxones, confirmaron la estrecha relación de hermanas entre Limnoctites rectirostris y esta especie, cuyo linaje divergió del de Cranioleuca alrededor de 2 mya (dos millones de años atrás). En marzo de 2019, en la Propuesta n.º 815 al Comité de Clasificación de Sudamérica (SACC), finalmente se aprobó la transferencia de C. sulphurifera a Limnoctites, lográndose de este modo un género ecológica y morfológicamente cohesivo.
Los mismos estudios de Derryberry et al. (2011), encontraron que la entonces especie Thripophaga berlepschi estaba embutida dentro de Cranioleuca. Con base en este estudio, las clasificaciones HBW y Birdlife International (BLI) colocan a T. berlespchi en el presente género y trasladan la especie Cranioleuca gutturata al género Thripophaga, como Thripophaga gutturata. Los amplios estudios genético-moleculares de Harvey et al. (2020) confirmaron estos cambios taxonómicos. Lo que fue seguido posteriormente por el Congreso Ornitológico Internacional (IOC) y Clements checklist/eBird.
La subespecie C. marcapatae weskei, de los Andes del sureste de Perú es tratada como especie separada de C. marcapatae por HBW, BLI y más recientemente por el IOC, con base en diferencias morfológicas y de vocalización.
La subespecie C. antisiensis baroni, fue anteriormente tratada tanto como especie separada de C. antisiensis como conespecífica. Seeholzer & Brumfield (2017) demostraron que no existe una clara separación entre ambas y suministraron evidencias para tratarlas como conespecíficas. Con base en este estudio, el SACC aprobó, en la Propuesta n.º 762, el tratamiento como subespecie. A pesar de las evidencias, las clasificaciones HBW y BLI continúan a tratarla como especie plena.